# Mathews (Luisiana)
Mathews es un lugar designado por el censo ubicado en la parroquia de Lafourche en el estado estadounidense de Luisiana. En el Censo de 2010 tenía una población de 2209 habitantes y una densidad poblacional de 214,03 personas por km².

## Geografía
Mathews se encuentra ubicado en las coordenadas 29°40′56″N 90°33′21″O / 29.68222, -90.55583. Según la Oficina del Censo de los Estados Unidos, Mathews tiene una superficie total de 10.32 km², de la cual 10.32 km² corresponden a tierra firme y (0%) 0 km² es agua.

## Demografía
Según el censo de 2010, había 2209 personas residiendo en Mathews. La densidad de población era de 214,03 hab./km². De los 2209 habitantes, Mathews estaba compuesto por el 96.29% blancos, el 1.49% eran afroamericanos, el 0.77% eran amerindios, el 0.27% eran asiáticos, el 0.14% eran isleños del Pacífico, el 0.23% eran de otras razas y el 0.81% pertenecían a dos o más razas. Del total de la población el 1.81% eran hispanos o latinos de cualquier raza.